# Los Gaiteros de San Jacinto
Los Gaiteros de San Jacinto es una agrupación musical de Colombia que conserva la música tradicional de gaitas y tambores heredada del mestizaje indígena, africano y español. Los instrumentos de la agrupación son las gaitas y las maracas indígenas y los tambores africanos. La agrupación nace aproximadamente a mediados de 1954 en el municipio de San Jacinto, departamento de Bolívar, siendo su director Antonio "Toño" Fernández. A la cabeza de la agrupación se mantenía Nicolás Hernández Polo (fallecido el 4 de mayo de 2013), Juan “Chuchita” Fernández, Manuel Antonio “Toño” García y Rafael Rodríguez, quienes son los más antiguos integrantes. En 1982, el sobrino de Toño, Joaquín Nicolás Hernández Pacheco, asumió la dirección de la agrupación.

## Historia
La agrupación Los Gaiteros de San Jacinto nace aproximadamente hacia mediados de los años 1940 con Miguel Antonio Hernández Vásquez más conocido como "Toño" Fernández a la cabeza, quien reunió un grupo de músicos sanjacinteros entre los que se recuerda a los hermanos Lara, Juan y José, Pedro Nolasco Mejía, Manuel de Jesús "Mañe" Serpa quienes conformaron "oficialmente" Los Gaiteros de San Jacinto, y a partir de los años 50 comenzaron a hacer giras por Colombia representados por el ya fallecido investigador y escritor Dr. Manuel Zapata Olivella, quien desde 1954 se unió con su hermana, la bailarina Delia Zapata Olivella, para iniciar un largo recorrido por China, Japón Unión Soviética, Alemania, Francia, Italia, España, Polonia y otros países más de la Europa Oriental. 
A lo largo de los años han pasado por la agrupación diversos músicos como José Tobías Estrada, Eliécer Meléndez, Eliécer Mejía y el gran compositor Catalino Parra, quienes estuvieron en la década de los ´60. Desde 1962 entró a la agrupación Joaquín Nicolás Hernández Pacheco, sobrino de Toño Fernández, quien ocasionalmente ejecutará la gaita macho, la maraca y el tambor llamador. Hacia el año de 1966 hará parte de la agrupación Gabriel Torregrosa Morales, quien será reconocido como un importante intérprete de tambora y tambor alegre. En el año de 1974 hay una separación de Los Gaiteros de San Jacinto, saliendo del grupo Juan y José Lara, quedando como cabeza reconocible de la agrupación Toño Fernández quien seguirá trabajando en adelante con Manuel de Jesús "Mañe" Mendoza, Antonio "Toño" Rodríguez, Gabriel Torregrosa Morales. En ese mismo año entra Juan Alberto Hernández Polo, conocido como Juancho "Chuchita" Fernández, quien desde los años 1980 es la voz líder de la agrupación reemplazando a su tío Toño Fernández. 
En 1982, ante los quebrantos de salud de Toño Fernández, quedará encargado como director de la agrupación "Los Gaiteros de San Jacinto" el sobrino de Toño, Joaquín Nicolás Hernández Pacheco, conocido como Nico, y en adelante la agrupación estará bajo su tutela. Para 1985 por problemas de salud de Mañe Mendoza entra en la agrupación Manuel Antonio García, conocido como Toño García. A mediados de los ’90 muere Gabriel Torregrosa Morales quien años más tarde será reemplazado por su hijo Gabriel Torregrosa Romero, de igual manera “Toño” Rodríguez será reemplazado por su hijo Rafael Rodríguez, quien actualmente interpreta el tambor llamador.
Actualmente la agrupación mantiene a los viejos gaiteros de San Jacinto: Nico, Toño, Juancho y Rafa Rodríguez a la cabeza, quienes son acompañados por la nueva generación de gaiteros: Gabriel Torregrosa (hijo), Fredys Arrieta, Dionisio Yepes, Gualber Rodríguez y otros músicos jóvenes que apoyan ocasionalmente a la agrupación.
En noviembre de 2007 la agrupación recibió el reconocimiento internacional del Premio Grammy Latino en la categoría de mejor álbum folclórico, y estuvieron en el escenario junto a la agrupación Calle 13.
En la madrugada del 4 de mayo de 2013 fallece en la ciudad Cartagena Nicolás Hernández (Nico) por una falla cardíaca. El 29 de julio de 2021, a los 91 años fallece Juan "Chuchita" Fernández y el 21 de mayo de 2024 muere Toño García, a los 94 años, era el último representante de la formación original del grupo.  

## Discografía
- Un fuego de sangre pura Smithsonian Folkways, 2006. (Ganador Premio Grammy Latino, categoría de Mejor álbum Folclórico)

## Premios
- 8 de noviembre de 2007: "Mejor Álbum folclórico" en la 8a Entrega Anual De Los Premio Grammy Latino
- 6 de abril de 2008: Premios Nuestra Tierra: Categoría Folklor tradicional: Mejor Interpretación Folklórica del año: Un fuego de sangre pura y Mejor Artista solo o grupo folklórico del año.